# Diane Parry

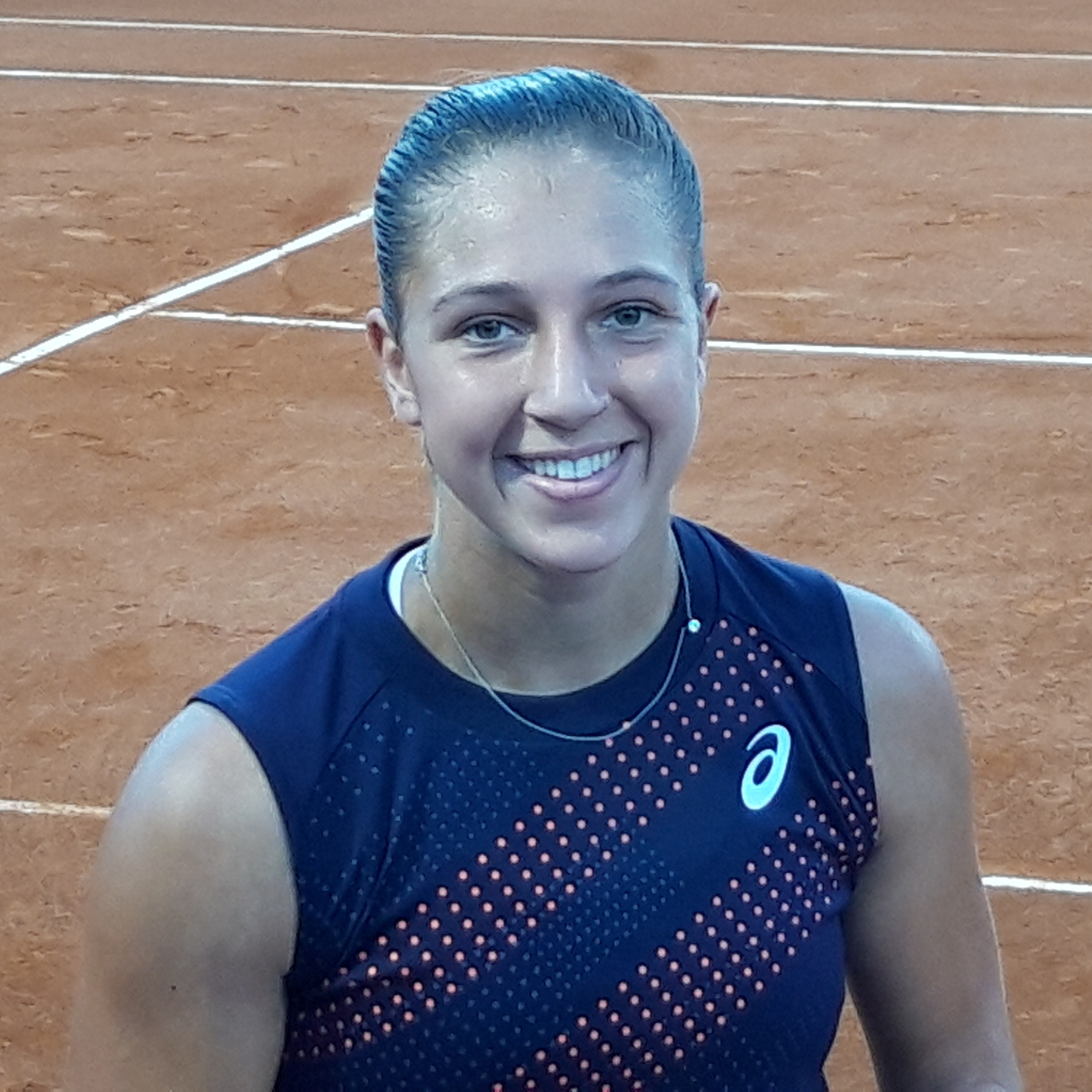
Montevideo 2021

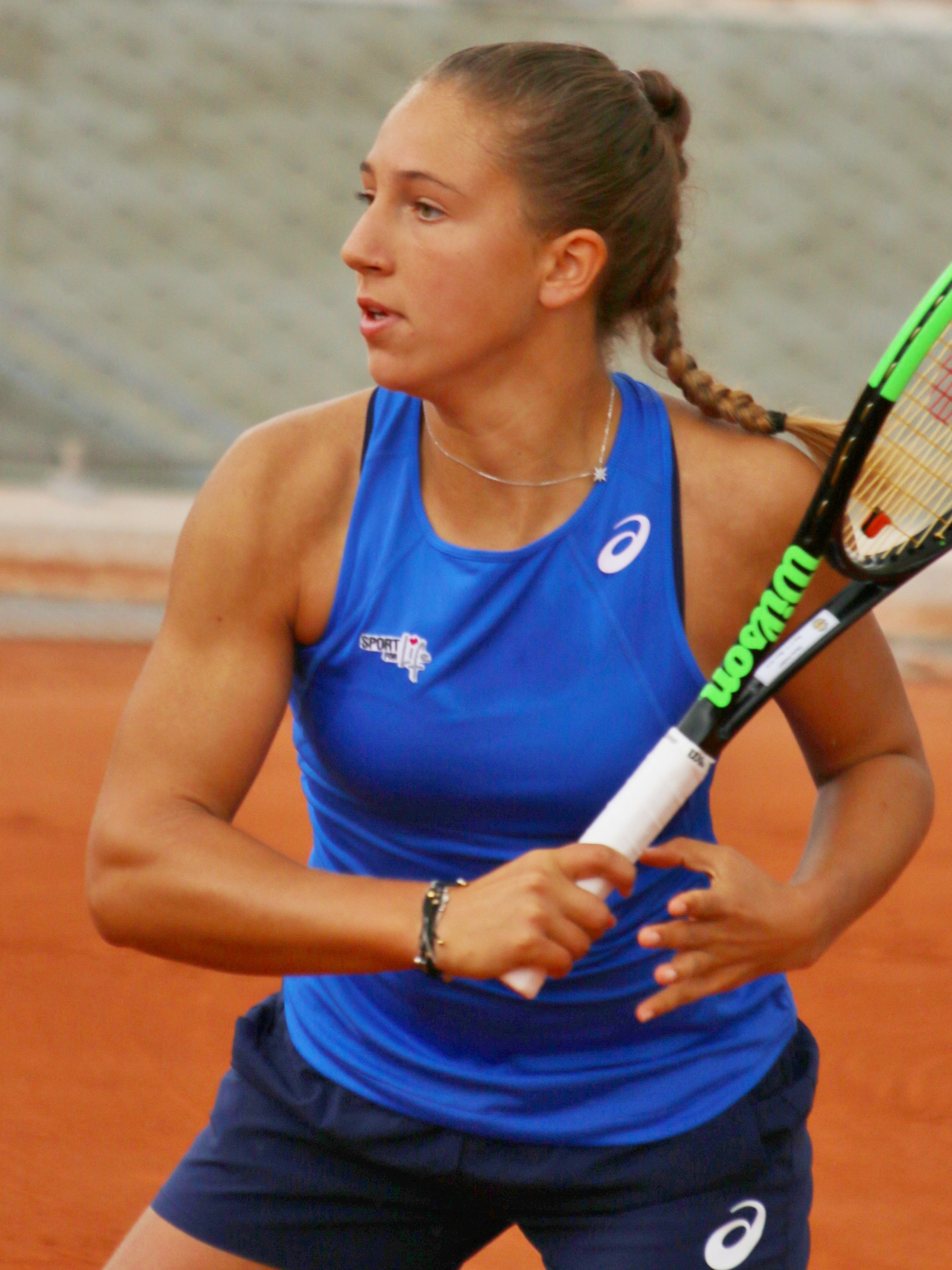
Roland Garros 2019

Diane Parry (Nice, 1 september 2002) is een tennisspeelster uit Frankrijk. Zij begon op vijfjarige leeftijd met het spelen van tennis. Haar favoriete ondergrond is hardcourt, maar zij bereikt haar beste resultaten op gravel. Parry speelt rechtshandig. Zij is actief in het internationale tennis sinds 2017.

## Loopbaan
Bij de junioren werd Parry het nummer één op de wereldranglijst van de ITF (oktober 2019).
In 2017 kreeg zij samen met Giulia Morlet een wildcard voor het damesdubbelspeltoernooi van Roland Garros en speelde zij haar eerste grandslampartij. In dat jaar won zij ook haar eerste dubbelspeltitel op het ITF-circuit, in Hammamet (Tunesië) samen met landgenote Yasmine Mansouri.
In 2019 kreeg zij een wildcard voor het vrouwenenkelspel van Roland Garros – hier won zij haar eerste grandslampartij, van de Wit-Russin Vera Lapko. In het dubbelspel bereikte zij de derde ronde, met landgenote Fiona Ferro aan haar zijde.
In 2020 won Parry haar eerste professionele enkelspeltitel, op het ITF-toernooi van Antalya (Turkije).
In november 2021 stond zij voor het eerst in een WTA-finale, op het toernooi van Buenos Aires – zij verloor van de Hongaarse Anna Bondár. Door dit resultaat kwam zij binnen op de top 150 van de wereldranglijst. Twee weken later veroverde Parry haar eerste WTA-titel, op het toernooi van Montevideo, door de Hongaarse Panna Udvardy te verslaan.
In februari 2022 haakte zij nipt aan bij de top 100 van de wereldranglijst. Dat jaar bereikte zij de derde ronde, zowel op Roland Garros als op Wimbledon.
In april 2023 maakte Parry haar entrée op de mondiale top 150 van het dubbelspel. In juli won zij, samen met de Hongaarse Anna Bondár, de dubbelspeltitel op het WTA-toernooi van Lausanne – daarmee steeg zij naar de top 100 van de wereldranglijst.
In april 2024 trad zij toe tot de mondiale top 50 van het enkelspel.

### Tennis in teamverband
In de periode 2022–2024 maakte Parry deel uit van het Franse Fed Cup-team – zij vergaarde daar een winst/verlies-balans van 2–2.

## Posities op deWTA-ranglijst
Positie per einde seizoen:
| jaar | rang enkelspel | rang dubbelspel |
| ---- | -------------- | --------------- |
| 2017 | –              | 863             |
| 2018 | 739            | 751             |
| 2019 | 331            | 277             |
| 2020 | 305            | 285             |
| 2021 | 141            | 360             |
| 2022 | 76             | 383             |
| 2023 | 105            | 83              |

## Resultaten grandslamtoernooien
| Legenda | Legenda                          |
| ------- | -------------------------------- |
| g.t.    | geen toernooi gehouden           |
| l.c.    | lagere categorie                 |
| –       | niet deelgenomen                 |
| G       | uitgeschakeld in de groepsfase   |
| 1R      | uitgeschakeld in de eerste ronde |
| 2R      | uitgeschakeld in de tweede ronde |
| 3R      | uitgeschakeld in de derde ronde  |
| 4R      | uitgeschakeld in de vierde ronde |
| KF      | uitgeschakeld in de kwartfinale  |
| HF      | uitgeschakeld in de halve finale |
| F       | de finale verloren               |
| W       | het toernooi gewonnen            |
| w-v     | winst/verlies-balans             |

### Enkelspel
| toernooi        | 2019 | 2020 | 2021 | 2022 | 2023 | 2024 |
| --------------- | ---- | ---- | ---- | ---- | ---- | ---- |
| Australian Open | –    | –    | –    | 1R   | 1R   | 3R   |
| Roland Garros   | 2R   | 1R   | 1R   | 3R   | 2R   | 2R   |
| Wimbledon       | –    | g.t. | –    | 3R   | 2R   | 1R   |
| US Open         | 1R   | –    | –    | 1R   | 1R   | 2R   |

### Vrouwendubbelspel
| toernooi        | 2017 | 2018 | 2019 | 2020 | 2021 | 2022 | 2023 | 2024 |
| --------------- | ---- | ---- | ---- | ---- | ---- | ---- | ---- | ---- |
| Australian Open | –    | –    | –    | –    | –    | 1R   | –    | 1R   |
| Roland Garros   | 1R   | 1R   | 3R   | 1R   | 1R   | 1R   | 3R   | 1R   |
| Wimbledon       | –    | –    | –    | g.t. | –    | 2R   | –    | 2R   |
| US Open         | –    | –    | –    | –    | –    | –    | 1R   | 3R   |

### Gemengd dubbelspel
| toernooi        | 2023 | 2024 |
| --------------- | ---- | ---- |
| Australian Open | –    | –    |
| Roland Garros   | 1R   | 1R   |
| Wimbledon       | –    |      |
| US Open         | –    |      |

## Palmares
| Legenda                 |
| ----------------------- |
| Grandslamtoernooi       |
| Olympische Spelen       |
| Year-End Championships  |
| Premier Mandatory       |
| Premier Five / WTA 1000 |
| Premier / WTA 500       |
| International / WTA 250 |
| Challenger / WTA 125    |

### WTA-finaleplaatsen enkelspel
| nr.              | finale     | toernooi           | ondergrond | tegenstandster | score         |         |
| ---------------- | ---------- | ------------------ | ---------- | -------------- | ------------- | ------- |
| gewonnen finales |            |                    |            |                |               |         |
| 1.               | 2021-11-21 | WTA Montevideo     | gravel     | Panna Udvardy  | 6-3, 6-2      | details |
| 2.               | 2023-05-21 | WTA Parijs Clarins | gravel     | Caty McNally   | walk-over     | details |
| verloren finales |            |                    |            |                |               |         |
| 1.               | 2021-11-07 | WTA Buenos Aires   | gravel     | Anna Bondár    | 3-6, 3-6      | details |
| 2.               | 2023-11-19 | WTA Colina         | gravel     | Sára Bejlek    | 2-6, 1-6      | details |
| 3.               | 2023-12-10 | WTA Montevideo     | gravel     | Renata Zarazúa | 5-7, 6-3, 4-6 | details |

### WTA-finaleplaatsen vrouwendubbelspel
| nr.              | finale     | toernooi       | ondergrond | partner      | tegenstandsters                   | score            |         |
| ---------------- | ---------- | -------------- | ---------- | ------------ | --------------------------------- | ---------------- | ------- |
| gewonnen finales |            |                |            |              |                                   |                  |         |
| 1.               | 2023-02-26 | WTA Mérida     | hardcourt  | Caty McNally | Wang Xinyu Wu Fang-hsien          | 6-0, 7-5         | details |
| 2.               | 2023-07-30 | WTA Lausanne   | gravel     | Anna Bondár  | Amina Ansjba Anastasia Dețiuc     | 6-2, 6-1         | details |
| verloren finales |            |                |            |              |                                   |                  |         |
| 1.               | 2024-06-16 | WTA Nottingham | gras       | Harriet Dart | Gabriela Dabrowski Erin Routliffe | 7-5, 3-6, [9-11] | details |